# ジョゼフ・アンリ＝マリー・ド・プレマール
ジョゼフ・アンリ＝マリー・ド・プレマール（Joseph Henri-Marie de Prémare、1666年7月17日 - 1736年9月7日）は、フランスのイエズス会修道士、中国学者。中国語文法書や『趙氏孤児』の翻訳がよく知られる。中国名は馬若瑟(Mǎ Ruòsè)。

## 略歴
プレマールはシェルブールに生まれ、1683年にイエズス会にはいった。
康熙帝の遣使としてフランスを訪れていたブーヴェに従い、中国に戻るブーヴェとともに1698年に中国へ出発し、翌年到着した。プレマールは江西省各地で布教していたが、1722年に康熙帝が崩御し、雍正帝は1724年にキリスト教を禁止した。プレマールは他の宣教師とともに広州に追放された。1733年にはさらにマカオに追放された。プレマールはマカオで没した。
プレマールはブーヴェの強い影響を受け、儒教の経書にキリスト教の教えが隠されているとする象徴派(en:Figurism)の思想を支持していた。

## 主な著作
プレマールの著書は生前にはほとんど印刷されず、原稿のまま残された。
プレマールの主著は、ラテン語で書かれた中国語（官話）の文法書『Notitia linguae sinicae』である。この文法書はずっと後の1831年に出版され、19世紀の中国学者や宣教師がよく利用した。
- Notitia Linguae Sinicae. Malacca: Academia Anglo-Sinensis. (1831)
- 英訳： Notitia Linguae Sinicae. Canton: Office of the Chinese Repository. (1847)
- 日本語訳：J.プレマール、何群雄『初期中国語文法学史研究資料 : J.プレマールの『中国語ノート』』三元社、2002年。ISBN 4883030938。

プレマールによるいくつかの漢籍の翻訳は、ジャン＝バティスト・デュ・アルド『中国全誌』（1735年、4巻）に収録された。2巻には『書経』と『詩経』の抜粋が、3巻には元曲『趙氏孤児』のフランス語訳（Le petit orphelin de la maison de Tchao）が収められている。このうち『趙氏孤児』の翻訳は本来プレマールがエチエンヌ・フルモンに送ったものだが、途中でデュ・アルドが入手して、そのまま自分の本に収録してしまった。プレマールの訳はせりふのみの翻訳で、曲の部分は無視されているが、反響が大きく、18世紀にいくつもの翻案作品が作られた。特に有名なのはヴォルテールの戯曲『L'Orphelin de la Chine』(1755)で、本来は春秋時代の趙武の話である『趙氏孤児』をチンギス・ハーンの時代に移しかえている。
広州に追放されている間に書かれた象徴派の重要な著作に『易経』『書経』『論語』『孟子』からキリスト教の教義を抽出した「Selecta quaedam vestigia praecipuorum religionis Christianae  dogmatum, ex antiquis Sinarum libris eruta」および性理学を批判した「Lettre sur le monothéisme des Chinois」がある。ともに19世紀後半に出版された。